# Rafał Sonik
Rafał Krzysztof Sonik (ur. 3 czerwca 1966 w Krakowie) – polski przedsiębiorca, kierowca w rajdach terenowych w kategorii quadów, zwycięzca rajdu Dakar, dziewięciokrotny zdobywca Pucharu Świata FIM, pięciokrotny mistrz Polski w rajdach enduro (w klasie 2K – quady z napędem na tylną oś).

## Kariera sportowa
Udział w rajdach na quadach rozpoczął pod koniec lat 90. XX w. Był jednym ze współzałożycieli oraz Prezesem Polskiego Stowarzyszenia Czterokołowców – ATV Polska.
W 2008 w ramach przygotowań do samodzielnego startu w Rajdzie Dakaru miał przejechać trasę rajdu w zespole prasowym Orlen Teamu, jednakże rajd został odwołany. W 2009 zadebiutował jako pierwszy Polak w kategorii quadów w rajdzie Dakar, zajmując w klasyfikacji generalnej 3. miejsce – wówczas najwyższe w historii startów Polaków w Dakarze. W 2010 pomimo różnych przeszkód („chrzczone” paliwo, przejazd odcinka specjalnego na uszkodzonej oponie) ukończył zawody na 5. pozycji. W tym samym roku po raz pierwszy zdecydował się na start w cyklu Pucharu Świata, w którym w przedostatniej rundzie zmagań zapewnił sobie końcowe zwycięstwo, wygrywając rajdy Tunezji i Brazylii oraz plasując się w czołówce zawodów w Abu Zabi, Egipcie, a także na Sardynii.
W kolejnym roku startów na pierwszym etapie rajdu Dakar Rafał Sonik miał wypadek, w wyniku którego złamał rękę, co spowodowało konieczność przerwania kariery na okres roku.
W 2012 ponownie wziął udział w rajdzie Dakar, kończąc go na 4. miejscu, które przyznano mu dopiero po dwóch latach w wyniku decyzji trybunału w Lozannie, który zdyskwalifikował kilku innych zawodników za nieprzepisowe silniki.
Na początku 2013 Rafał Sonik powtórzył swoje osiągnięcie z debiutu, zajmując ponownie 3. miejsce w rajdzie Dakar. Był wówczas kapitanem Poland National Team – reprezentacji Polski w rajdach terenowych, której kapitanem wybrano właśnie Sonika.

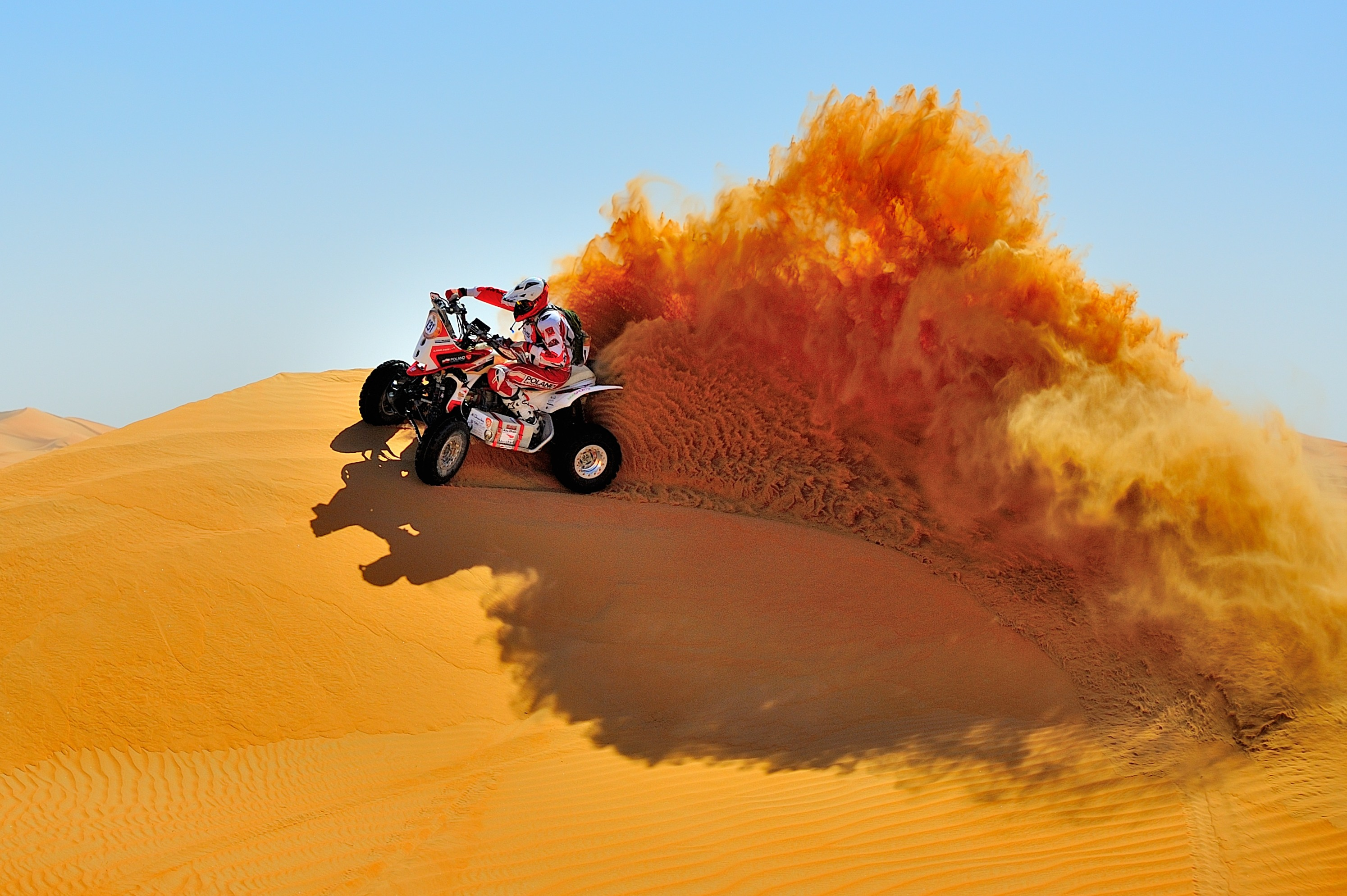
Rafał Sonik, Abu Zabi

Rajd Dakar 2014 był określany jako najtrudniejszy od czasu przeniesienia zawodów do Ameryki Południowej. Rafał Sonik zajął w nim 2. miejsce, ustępując Chilijczykowi Ignacio Casale. W tym samym sezonie po raz pierwszy w karierze wygrał Abu Dhabi Desert Challenge oraz Rajd Faraonów i tym samym stał się pierwszym quadowcem, który choć raz wygrał w każdym z rajdów cyklu Pucharu Świata.

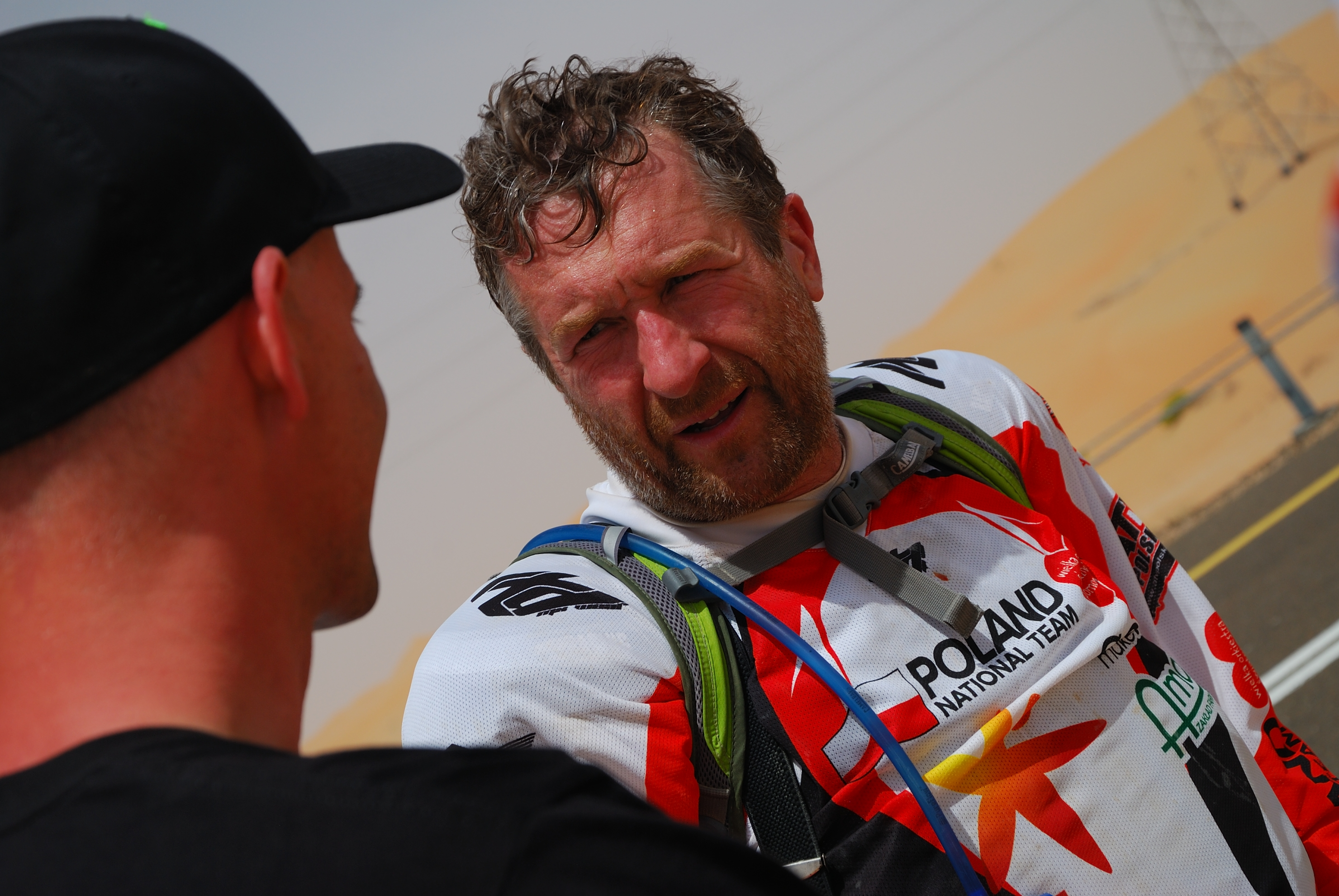
Rafał Sonik podczas rozmowy z Tomaszem Gollobem, Abu Zabi (2013)

W styczniu 2015 Rafał Sonik wygrał 36. edycję Rajdu Dakar.
Został członkiem honorowego komitetu poparcia Bronisława Komorowskiego przed wyborami prezydenckimi w Polsce w 2015 roku.
We wrześniu 2015, na jedną rundę przed zakończeniem sezonu, Rafał Sonik wywalczył swój czwarty Puchar Świata. Sukces ten powtórzył rok później, dokładając do tego osiągnięcia także Puchar Świata Weteranów. Tym samym liczba jego triumfów w zawodach organizowanych przez FIM wzrosła do sześciu. Dakar 2016 niestety okazał się pechowy. Na jednym z etapów, w boliwijskich Andach, wybuchł silnik w quadzie Polaka, wykluczając go z rywalizacji. Krakowianin wrócił do walki w 2017 roku, kończąc rywalizację na 4. miejscu. W Pucharze Świata uplasował się na drugiej pozycji, wygrywając dwa spośród pięciu rund.
W 2018 roku „SuperSonik” wrócił na Dakar, by powalczyć o odzyskanie miejsca na podium. Jego plan legł w gruzach, kiedy na trasie piątego etapu, quadowiec wpadł na pustyni w dziurę powstałą po przejeździe jednej z rajdowych ciężarówek. W wyniku wypadku doznał zmiażdżeniowego złamania kości strzałkowej i piszczelowej w stawie kolanowym. Mimo to dokończył etap i pokonując niemal 500 km krętej drogi dojazdowej dotarł do biwaku. Stamtąd samolotem medycznym został przetransportowany do szpitala w Limie, a następnie do kliniki w Szczecinie, gdzie po bardzo skomplikowanej operacji, staw kolanowy poskładał doktor Dariusz Larysz. Rehabilitacja trwała pół roku do momentu kiedy Sonik znów wsiadł na quada. Po ośmiu miesiącach wystartował w dwóch rajdach, w Chile i Argentynie, w obu plasując się na trzecim miejscu. Na zakończenie sezonu był drugi w Rajdzie Maroka i tym samym zapewnił sobie drugie miejsce w cyklu oraz Puchar Świata Weteranów – siódme mistrzostwo w dorobku.
W 2019 roku Rafał Sonik pojechał na Dakar, ale w roli obserwatora i reportera. Nie zdecydował się na start ze względu na wciąż nie do końca wyleczoną nogę. Rehabilitacja ostatecznie zakończyła się wraz ze startem nowego sezonu Pucharu Świata, w którym quadowiec nie odczuwał już bólu, czy innych reperkusji wypadku w Peru. Zajął drugie miejsce w Abu Dhabi Desert Challenge, a następnie wygrał trzeci z najdłuższych rajdów świata – Silk Way Rally. Trasa prowadziła z Rosji, przez Mongolię do Chin, a quady i motocykle zostały po raz pierwszy dopuszczone do tej rywalizacji. Wygrana w Chile na Atakamie i drugie miejsce w Maroku dały Rafałowi Sonikowi ósmy i dziewiąty Puchar Świata (również w klasyfikacji weteranów).
W styczniu 2020 roku Rafał Sonik wrócił na start Rajdu Dakar. Od pierwszych etapów plasował się w ścisłej czołówce. Wygrał najbardziej techniczny, 11. etap rywalizacji i ostatecznie zajął trzecie miejsce w klasyfikacji generalnej. Było to piąte miejsce na dakarowym podium w karierze krakowianina.

### Sezon 2020
- III miejsce w Rajdzie Dakar[26]

### Sezon 2019
- Zwycięzca klasyfikacji Pucharu Świata Cross – Country Quads[27]
- Zwycięzca klasyfikacji Veterans Trophy (wspólna dla motocykli i quadów)[28]
- II miejsce w Abu Dhabi Desert Challange
- I miejsce w SIlk Way Rally
- I miejsce w Atacama Rally
- II miejsce w Rajdzie Maroka

### Sezon 2018
- Rajd Dakar – nie ukończył z powodu wypadku
- Drugie miejsce w klasyfikacji Pucharu Świata Cross – Country Quads[27]
- Zwycięzca klasyfikacji Veterans Trophy (wspólna dla motocykli i quadów)[28]
- III miejsce w Atacama Rally
- III miejsce w Desafio Ruta 40
- II miejsce w Rajdzie Maroka

### Sezon 2017
- IV miejsce w Rajdzie Dakar[29]
- Drugie miejsce w klasyfikacji Pucharu Świata Cross – Country Quads[27]
- Trzecie miejsce w klasyfikacji Veterans Trophy (wspólna dla motocykli i quadów)[28]
- VIII miejsce w Abu Dhabi Desert Challange
- I miejsce w Rajdzie Kataru
- IV miejsce w Atacama Rally
- III miejsce w Desafio Ruta 40
- I miejsce w Rajdzie Maroka

### Sezon 2016
- Rajd Dakar – nie ukończył z powodu awarii silnika.
- Zwycięzca klasyfikacji Pucharu Świata Cross – Country Quads[27]
- Zwycięzca klasyfikacji Veterans Trophy (wspólna dla motocykli i quadów)[28]
- I miejsce w Abu Dhabi Desert Challange
- II miejsce w Rajdzie Kataru
- II miejsce w Rajdzie Sardynii
- I miejsce w Rajdzie Chile
- II miejsce w Rajdzie Maroka

### Sezon 2015
- Zwycięzca Rajdu Dakar
- Zwycięzca klasyfikacji Pucharu Świata Cross – Country Quads[27]
- II miejsce w Abu Dhabi Desert Challenge
- I miejsce w Rajdzie Kataru
- II miejsce w Rajdzie Faraonów
- I miejsce w Rajdzie Sardynii
- II miejsce w Rajdzie w Chile
- I miejsce w Rajdzie Maroka

### Sezon 2014
- Zwycięzca klasyfikacji Pucharu Świata Cross – Country Quads[27]
- II miejsce w Rajdzie Dakar
- I miejsce w Abu Dhabi Desert Challenge
- II miejsce w Rajdzie Kataru
- I miejsce w Rajdzie Faraonów
- I miejsce w Rajdzie Sardynii
- II miejsce w Rajdzie Brazylii
- I miejsce w Rajdzie Maroka

### Sezon 2013
- Zwycięzca klasyfikacji Pucharu Świata FIM Cross – Country Quads[27]
- III miejsce w Rajdzie Dakar
- III miejsce w Rajdzie Abu Zabi
- I miejsce w Rajdzie Kataru
- I miejsce w Rajdzie Sardynii
- I miejsce w Rajdzie Argentyny
- IV miejsce w Rajdzie Brazylii
- I miejsce w Rajdzie Maroka

### Sezon 2012
- IV miejsce w Rajdzie Dakar
- II miejsce w klasyfikacji Pucharu Świata FIM Cross – Country Quads[27]
- VIII miejsce w Rajdzie Abu Zabi
- I miejsce w Rajdzie Kataru
- II miejsce w Rajdzie Sardynii
- II miejsce w Rajdzie Egiptu

### Sezon 2011
- Rajd Dakar – nie ukończył z powodu kontuzji, która wyeliminowała go na cały sezon.

### Sezon 2010
- V miejsce w Rajdzie Dakar
- Zwycięzca klasyfikacji Pucharu Świata FIM Cross – Country Quads[27]
- II miejsce w Rajdzie Faraonów
- I miejsce w Rajdzie Brazylii
- II miejsce w Rajdzie Sardynii
- I miejsce w Rajdzie Tunezji
- IV miejsce w Rajdzie Abu Dhabi Desert Challenge

### Sezon 2009
- III miejsce w Rajdzie Dakar
- podczas I eliminacji Pucharu Świata, rajdu Abu Dhabi Desert Challenge, zawodnik złamał prawą rękę co uniemożliwiło mu uczestnictwo w kolejnych rundach PŚ
- 21. miejsce w „12 hours of Pont de Vaux” – Mundial Quadów

### Sezon 2008
- Tytuł Mistrza Polski w Rajdach Enduro w klasie 2K
- III Miejsce w Mistrzostwach Polski w Cross Country Quadów w klasie 2K
- 30. miejsce w „12 hours of Pont de Vaux” – Mundial Quadów

### Sezon 2007
- Tytuł Mistrza Polski w Rajdach Enduro w klasie 2K
- IV miejsce w Pucharze Polskiego Związku Motorowego w Cross Country Quadów, w klasie 2K
- V miejsce w Quad Golden Cup

### Sezon 2006
- W wyniku kolizji z zawodnikiem na trasie Rajdu Enduro w maju 2006 r. Rafał Sonik doznał bardzo poważnych obrażeń, miał m.in. wielomiejscowe, otwarte złamanie prawej ręki. Zawodnik przeszedł kilka skomplikowanych operacji i wykluczyło go to z walki o tytuły Mistrzowskie w tym roku.

### Sezon 2005
- Tytuł Mistrza Polski w Rajdach Enduro, klasa 2K.
- Tytuł Mistrza Polski w Motocrossie Quadów, klasa Open.
- I miejsce w Quad Silver Cup.
- I miejsce w Pucharze Polski w Cross Country Quadów.
- start w „12 hours of Pont de Vaux” 2005 (Honda TRX 450R).

### Sezon 2004
- Tytuł Mistrza Polski w Rajdach Enduro, klasa 2K.
- Tytuł Mistrza Śląska w Country Crossie Quadów, klasa Open.

### Sezon 2003
- I miejsce w Mistrzostwach Polski w Rajdach Enduro w klasie 2K.
- I miejsce w Mistrzostwach Śląska w Cross Country w klasie 2K.
- II miejsce w Pucharze Polskiego Związku Motorowego w Motocrossie Quadów w klasie Open.
- start w „12 hours of Pont de Vaux” 2003 (Yamaha Banshee).

### Sezon 2002
- I miejsce w Klubowym Pucharze Polski Speedway Quad 2002. IV miejsce w Pucharze Rajdów Enduro Polskiego Związku Motorowego w klasie 2K.
- 27. miejsce w „12 hours of Pont de Vaux” 2002 (Yamaha Raptor 660).

### Sezon 2001
- III miejsce w Pucharze Rajdów Enduro Polskiego Związku Motorowego w klasie 2K.

### Starty w Rajdzie Dakar
| Rok  | Kategoria | Pojazd                 | Wynik | Uwagi |
| ---- | --------- | ---------------------- | ----- | --- |
| 2009 | quady     | Yamaha Raptor 700      | 3     | |
| 2010 | quady     | Yamaha Raptor 900      | 5     | wygrał 1 etap |
| 2011 | quady     | Yamaha Raptor 1100     | –     | uległ wypadkowi podczas pierwszego etapu, który zmusił go do wycofania się z rywalizacji                              |
| 2012 | quady     | Yamaha YFM 700R Raptor | 4     | początkowo wykluczony z powodu niezgodnego z regulaminem pojazdu, odzyskał miejsce w klasyfikacji po wygraniu procesu |
| 2013 | quady     | Yamaha YFM 700R Raptor | 3     | |
| 2014 | quady     | Yamaha 700R Raptor     | 2     | |
| 2015 | quady     | Yamaha Raptor 700      | 1     | wygrana w Rajdzie Dakar 56:05.18                                                                                      |
| 2016 | quady     | Yamaha Raptor 700      | –     | awaria silnika |
| 2017 | quady     | Yamaha Raptor 700      | 4     | |
| 2018 | quady     | Yamaha Raptor 700      | –     | wypadek na piątym etapie i poważne złamanie kolana                                                                    |
| 2020 | quady     | Yamaha Raptor 700      | 3     | wygrał 11. etap |

## Działalność gospodarcza
Od lat 80. równolegle z karierą sportową prowadzi działalność gospodarczą. Jest współwłaścicielem spółki Gemini Holding działającej w sektorze nieruchomości komercyjnych.

## Życie prywatne
Przez 24 lata, do 2015 roku, jego żoną była Marta Czernecka-Sonik (ur. 1951)  , była żona biznesmena Andrzeja Czerneckiego. Następnie jego życiową partnerką była Karolina Sołowow, córka Michała Sołowowa. Mają syna Gniewka (ur. 2016). Jego kuzynem jest polityk Bogusław Sonik. 

## Odznaczenia
- Srebrny Krzyż Zasługi (1 czerwca 2013, za osiągnięcia sportowe i działalność na rzecz rozwoju i upowszechniania sportu)[40]
- Odznaka „Honoris Gratia” przyznana przez Prezydenta Miasta Krakowa[41]
- Srebrna Odznaka Honorowa Województwa Małopolskiego – Krzyż Małopolski – przyznawany przez Marszałka Województwa Małopolskiego
- Nagroda Miasta Krakowa przyznawana przez Prezydenta Miasta Krakowa.
- Perła Honorowa Polskiej Gospodarki w kategorii krzewienie wartości społecznych (2015)[42]
- „Kamień Milowy” – wyróżnienie przyznawane przez Magazyn Forbes (2015)[43]
- Zasłużony dla Akademii Techniczno-Humanistycznej w Bielsku-Białej (2018)[44]
- Tytuł Filantropa Krakowa A.D. 2018 przyznany przez Prezydenta Miasta Krakowa na wniosek Bractwa Filantropii[45]